# AN/ALQ-184

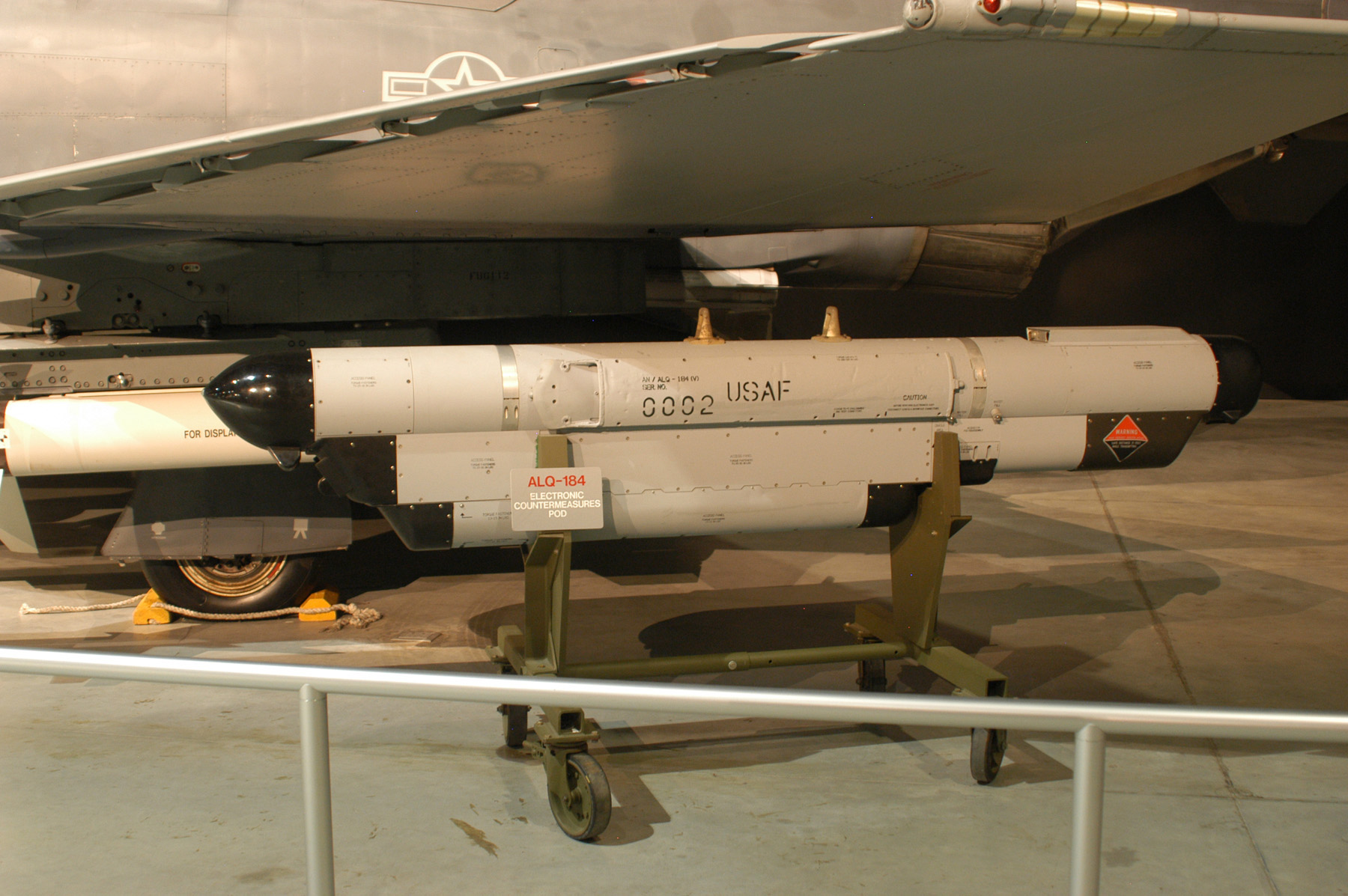
AN/ALQ-184, ausgestellt im National Museum of the United States Air Force

Das AN/ALQ-184 (JETDS-Bezeichnung) ist ein luftgestütztes System für Elektronische Gegenmaßnahmen auf mittlere Entfernung. Es wird von dem US-Konzern Raytheon produziert.

## Beschreibung
Das ALQ-184 wurde entworfen, um alle Arten von radarbasierten Bedrohungen zu neutralisieren. Hierzu werden mehrere Wanderfeldröhren zur Signalverstärkung eingesetzt. Anschließend werden die Störsignale unter anderem mittels zwei Richtantennen präzise auf das Ziel ausgerichtet, was die Effizienz maßgeblich erhöht, besonders wenn das Prinzip des zufälligen Rauschens zum Einsatz kommt. Das System kann darüber hinaus auch mehrere Radarstationen parallel erfassen und bekämpfen.
Das ALQ-184 ist in einem externen Behälter untergebracht und kann daher leicht an eine passende Waffenstation unter den Tragflächen des Trägerflugzeuges angebracht werden. Es ist in einer 2- oder 3-Band-Konfiguration einsetzbar, wobei letztere auf die Störung von niederfrequenten Radaren spezialisiert sind. Daher ist der Behälter in dieser Ausführung auch länger und schwerer. Raytheon hat inzwischen mit dem AN/ALQ-184(V)9 ein umfangreiches Upgrade herausgebracht. Bei dieser Variante wurde der Behälter zusätzlich mit einem AN/ALE-50-Schleppköder ausgerüstet, der feindliche Lenkwaffen von dem Trägerflugzeug weglocken soll. Die aktuelle Ausführung ist das AN/ALQ-184(V)11.
Inzwischen wurden über 950 Systeme gefertigt und ausgeliefert. Zu den Kunden gehört neben der US Air Force auch die Luftwaffe der Republik China (Taiwan). Das System wurde auch im Zweiten Golfkrieg eingesetzt und zeichnete sich durch hohe Effektivität und geringe Ausfallzeiten aus.

## Plattformen
- F-4 Phantom II
- F-16 Fighting Falcon
- A-10 Thunderbolt II
- C-130 Hercules

## Technische Daten
- Gewicht: 209,5 kg – 337,8 kg[1]}
- Länge: 2,90 – 3,96 m[1]
- Abstrahlleistung: 6,4–9,1 kW[1]

## Nutzer
- Taiwan[1]
- Vereinigte Staaten